# Walter Savage Landor
Walter Savage Landor (Warwick, 30 gennaio 1775 – Firenze, 17 settembre 1864) è stato uno scrittore inglese.

## Biografia

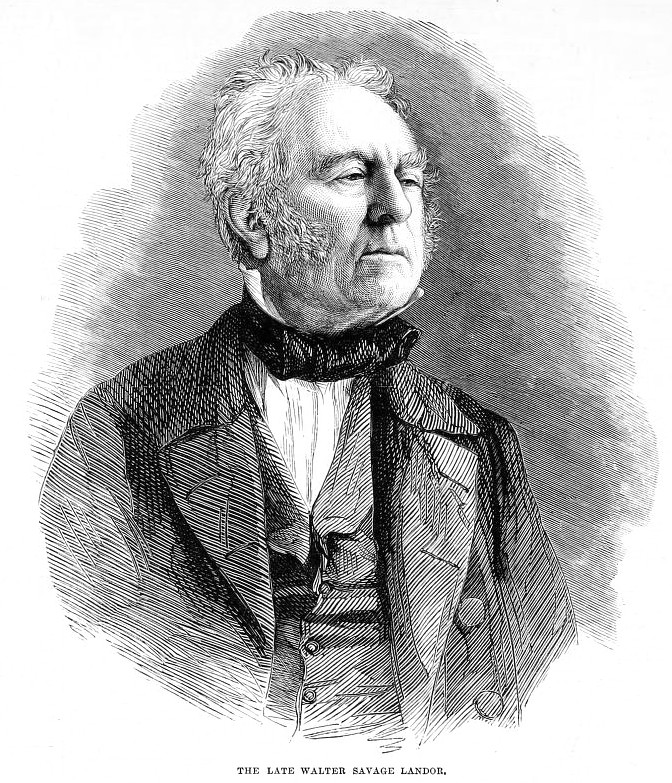
Walter Savage Landor

Durante l'adolescenza scrisse il suo primo poema giovanile Gebir (1798), ambientato in Egitto: esso non ebbe molto successo, ma conteneva tutte le caratteristiche che avrebbe poi rivisto nelle sue opere successive, tra le quali una fredda eleganza formale, in contraddizione con il suo temperamento focoso di rivoluzionario che partecipò alla guerra d'indipendenza spagnola contro Napoleone Bonaparte.
Anche le tragedie Count Julian (1812), in cui imitò Vittorio Alfieri, Andrea of Hungary (1839), Giovanna of Naples (1839) e Fra Rupert (1839), confermarono le caratteristiche del precedente.
Una fra le sue opere più riuscite, The Hellenics (1847), è una traduzione in inglese di una serie di idilli eroici, su tematiche greche, che egli stesso aveva scritto originariamente in latino.
Va ricordato anche il The Pentameron (1837), opera in prosa che narra di colloqui immaginari fra Petrarca e Boccaccio.

## Caratteristiche
La parte più duratura delle opere in prosa è costituita dalla Imaginary Conversations (Conversazioni immaginarie), ispirate dai Dialoghi dei morti di Luciano di Samosata, le opere di Fontenelle e di Fénelon.
In questa forma di prosa i personaggi che ebbero più successo erano quelli di una certa rilevanza, come Savonarola e il Priore San Marco, Garibaldi o ancora il presidente del Senato siciliano.
Lo stile di Landor mostra pregi notevoli, finezza e peculiari accorgimenti non soltanto stilistici e prosodici, e soprattutto la squisitezza del linguaggio e fu molto apprezzato da illustri scrittori, quali Coleridge, Byron, Charles Lamb e Shelley.